# Ömer Çatkıç
Ömer Çatkıç (Eskişehir, 15 oktober 1974) is een voormalig Turks voetballer.

## Carrière
Ömer gold jarenlang als een van de meest ervaren doelmannen uit de Turkse competitie. Zo speelde de kale doelman (wat hem de bijnaam geeft de Turkse Barthez) vanaf 2000 tot 2007 voor het Turkse voetbalelftal. Hij was jaren de trouwe wissel van Rüştü Reçber. Zo deed hij mee aan het EK-2000 en het WK-2002. Bij de Conferadationscup in 2003 was hij zelfs de eerste keus.
Jarenlang werd verwacht dat Ömer uiteindelijk de stap zou maken naar een van de grote clubs in Turkije, maar die stap werd nooit werkelijk door de wisselvallige optredens van de keeper.
Nadat de keeper korte periodes bij Gençlerbirliği en bij Bursaspor heeft gekeept, is hij teruggekeerd bij zijn oude nest Gaziantepspor.
In de zomer van 2008 stapte de ervaren keeper over naar de gepromoveerde Antalyaspor en tekende een contract voor twee jaar. Uiteindelijk ging de doelman in 2012 met pensioen.
1 Reçber ·
2 Havutçu ·
3 Temizkanoğlu  ·
4 Akyel ·
5 Özalan ·
6 Erdem ·
7 Buruk ·
8 Kerimoğlu ·
9 Şükür ·
10 Yalçın ·
11 Korkut ·
12 Çatkıç ·
13 Özköylü ·
14 Kaya ·
15 Izzet ·
16 Penbe ·
17 Derelioğlu ·
18 Akman ·
19 Ercan ·
20 Ünsal ·
21 Tuncay ·
22 Davala ·
Coach: Denizli
1 Reçber ·
2 Emre Aşık ·
3 Korkmaz ·
4 Akyel ·
5 Özalan ·
6 Erdem ·
7 Buruk ·
8 Kerimoğlu ·
9 Şükür  ·
10 Baştürk ·
11 Şaş ·
12 Çatkıç ·
13 Izzet ·
14 Havutçu ·
15 Nihat ·
16 Ümit Özat ·
17 Mansız ·
18 Penbe ·
19 Ercan ·
20 Ünsal ·
21 Emre Belözoğlu ·
22 Ümit Davala ·
23 Özgültekin ·
Coach: Güneş
1 Rüştü ·
2 Sonkaya ·
3 Korkmaz  ·
4 Akyel ·
5 Özalan ·
6 Penbe ·
7 Balcı ·
8 Arslan ·
9 Şanlı ·
10 Baştürk ·
11 Nihat ·
12 Çatkıç ·
13 Yıldırım ·
14 Barış ·
15 Üzülmez ·
16 Yılmaz ·
17 Servet ·
18 Kartal ·
19 Ateş ·
20 Şahin ·
21 Toraman ·
22 Karadeniz ·
23 Şahin ·
Coach: Güneş